# Филоненко, Михаил Иванович

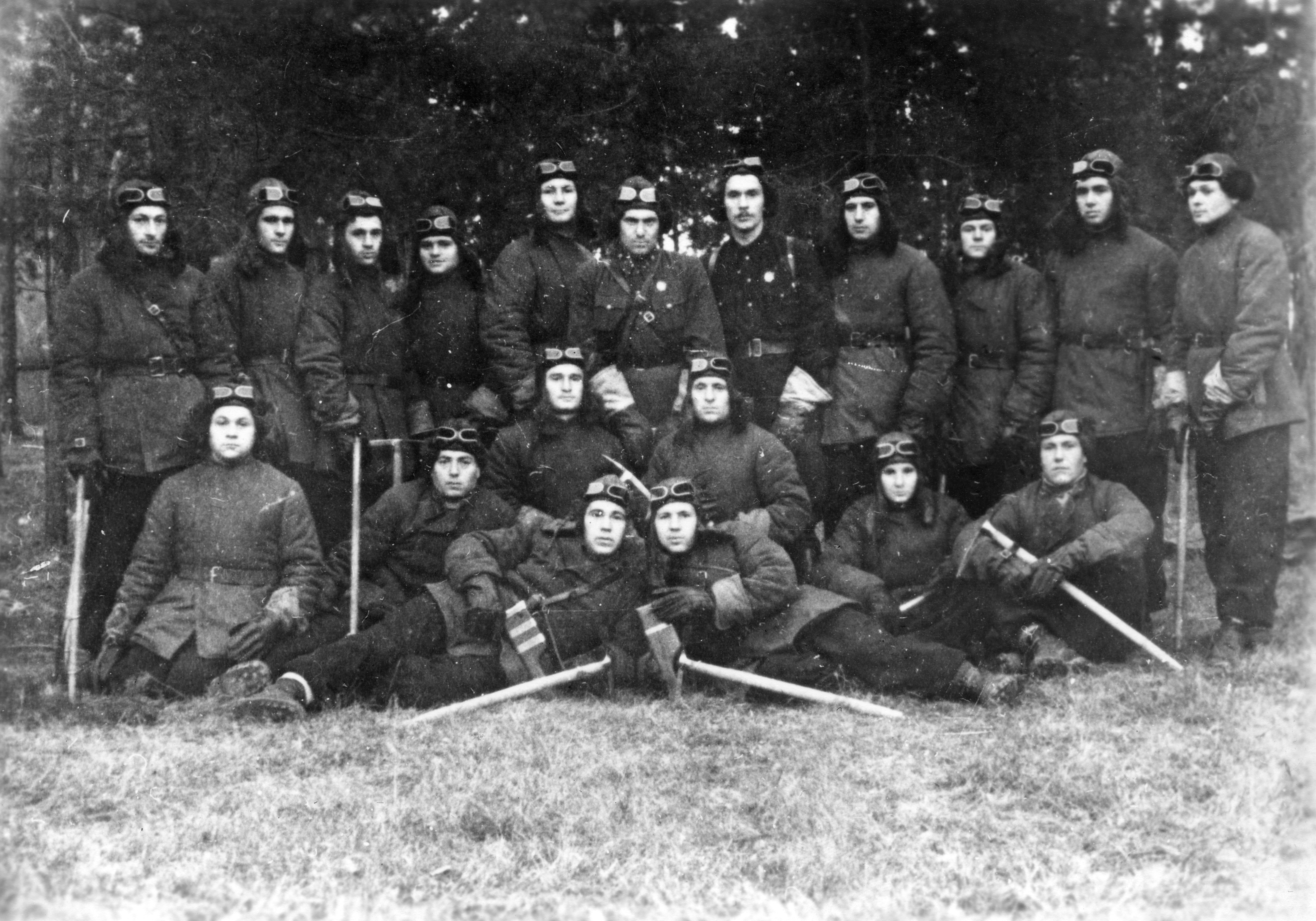
Комиссар разведывательно-диверсионной группы им. Александра Невского М. И. Филоненко (верхний ряд, седьмой слева). Осень 1942 г., перед заброской в тыл противника. Подмосковье, поселок Кратово

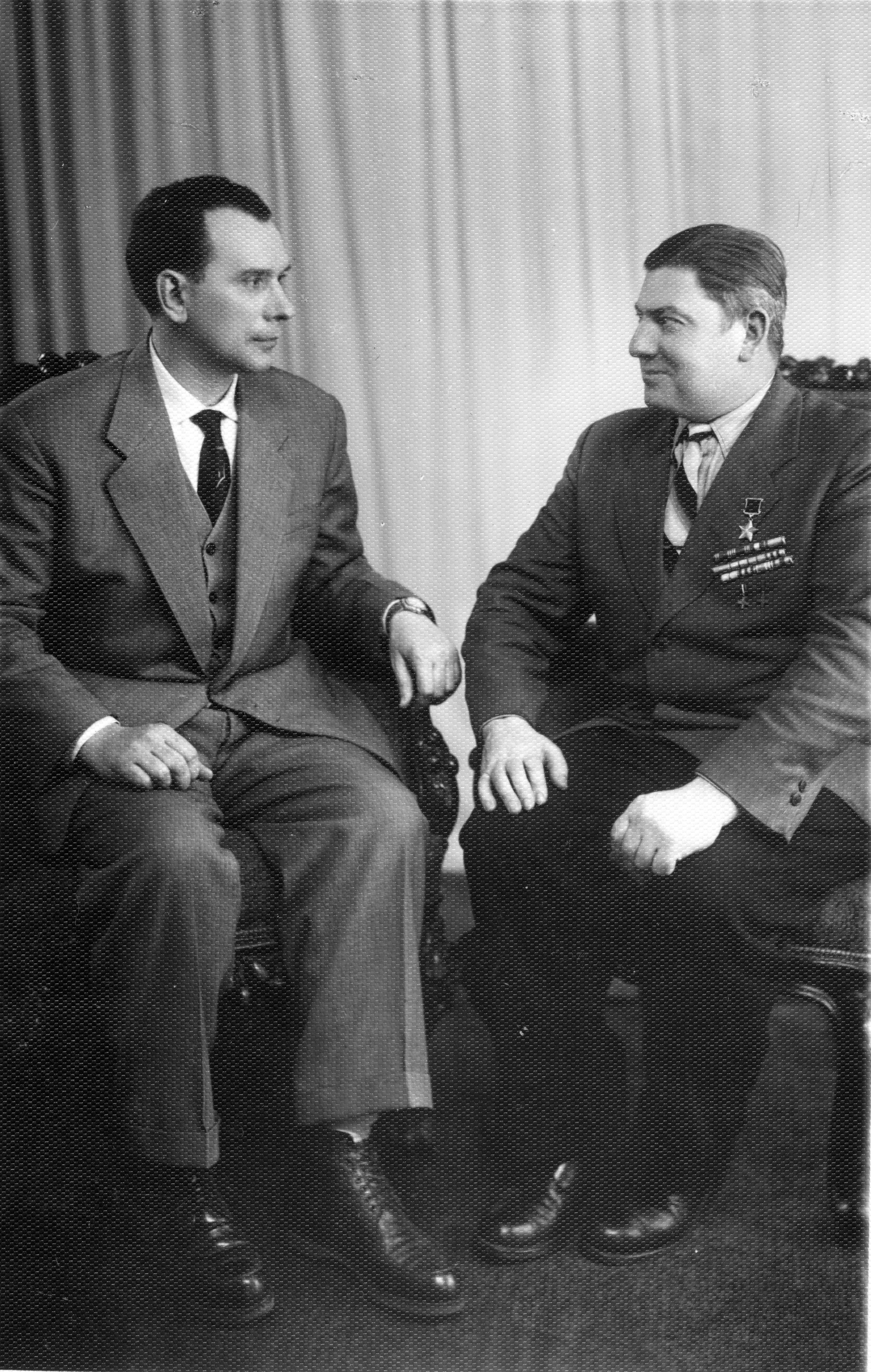
Первая встреча братьев по оружию после возвращения Михаила Ивановича из длительной загранкомандировки. Госпиталь КГБ при Совете Министров СССР.

Памятная фотография маршала Г. К. Жукова, подаренная М. И. Филоненко 25 декабря 1971 года при личной встрече.

Михаил Иванович Филоненко (1917—1982) — советский разведчик, участник Великой Отечественной войны, полковник госбезопасности.

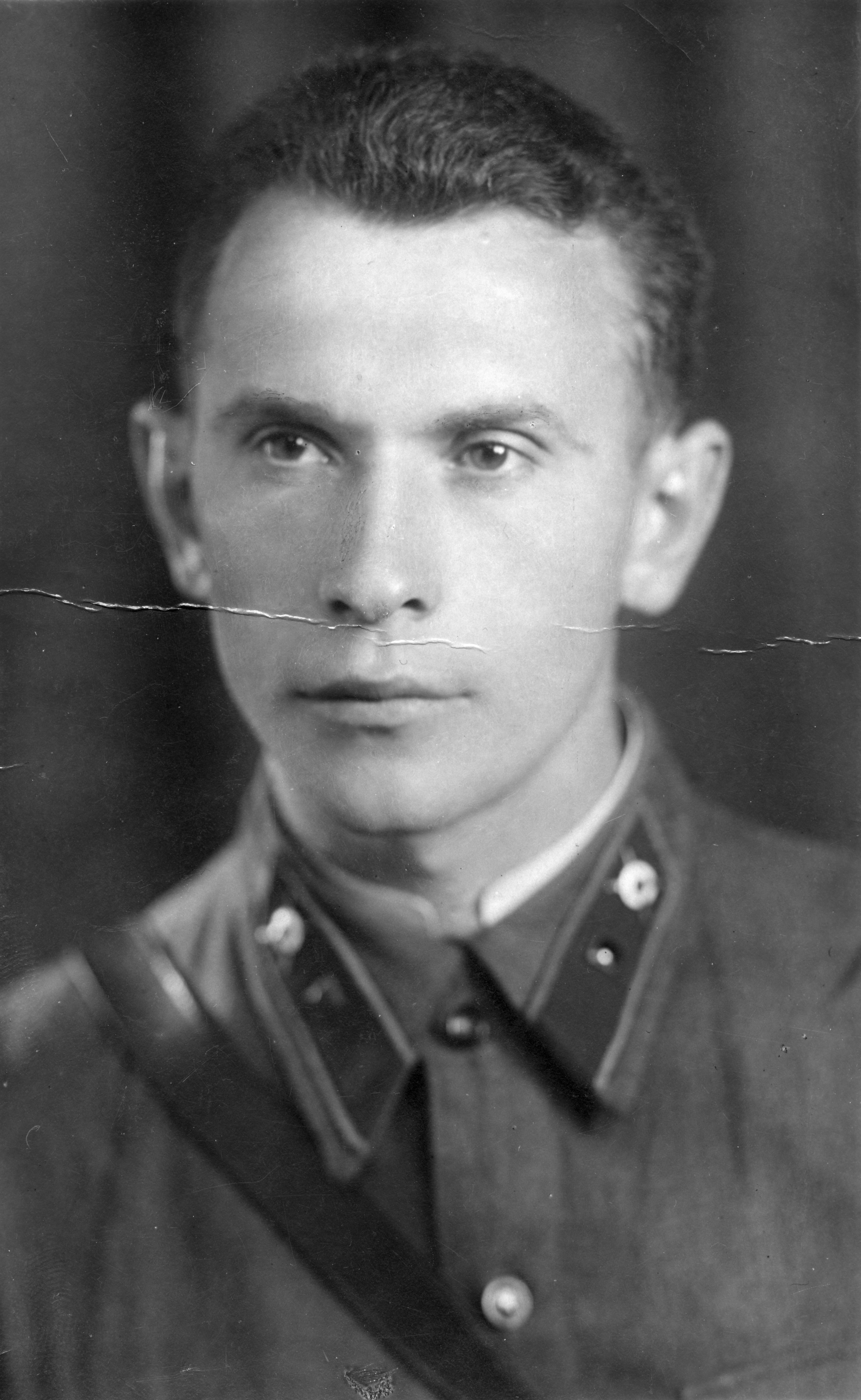
М. И. Филоненко (сентябрь 1941 г., младший лейтенант госбезопасности Управления НКВД СССР по гор. Москве и Московской области)

М. И. Филоненко (верхний ряд, восьмой слева)
26 февраля 1942 г.
г. Москва, Кремль, Георгиевский зал.
Награждение орденом «Боевого Красного Знамени»

## Биография
Родился 10 октября 1917 года в станице Беловодская Старобельского уезда Харьковской губернии Российской республики (ныне пгт. Беловодск Луганской области).
В 1931—1934 годах работал шахтёром. Затем, с 1934 по 1938 год был курсантом авиационного училища в г. Тушино Московской области. В 1938—1941 годах — технический приёмщик завода № 22 в Москве.
В органах госбезопасности с 1941 года. Во время Великой Отечественной войны служил в Управлении НКВД по г. Москве и Московской области. В 1941—1942 годах Филоненко — командир разведывательно-диверсионного отряда «Москва», совершавший операции в оккупированных районах Московской области.
По оценке историков, в период контрнаступления советских войск под Москвой, 44-дневный рейд по тылам противника диверсионно-разведывательного отряда под командованием Филоненко «оказался наиболее результативным». Об этом свидетельствует тот факт, что итоги рейда и добытые в ходе него разведывательные данные Филоненко лично докладывал командующему Западным фронтом генералу армии Г. К. Жукову.
В сводке Совинформбюро от 20 января 1942 года (вечерний выпуск) говорилось: «Партизанский отряд товарища Ф., действующий в одном из районов Московской области, захваченной немцами, ведет успешную борьбу против гитлеровцев…». 
Кроме того, четверо бойцов группы «Москва», погибшие в последнем бою при переходе линии фронта и обеспечившие возвращение группы из рейда — Анатолий Ермолаев (комиссар группы), Андрей Казанков (начальник разведки), Фёдор Сафонов (зам. командира по разведке), Фёдор Кувшинов (командир взвода подрывников) по приказу командования были похоронены с воинскими почестями в Москве рядом с Героями Советского Союза Л. М. Доватором и В. В. Талалихиным.
С 1942 года в 4-м управлении НКВД СССР — комиссар партизанского соединения им. Александра Невского, руководитель боевой резидентуры «Олимп», действовавшей в Киеве и других районах оккупированной Украины. Благодаря добытым им сведениям об обстановке на правобережье Днепра командованию Красной армии удалось подыскать оптимальные участки для форсирования реки советскими частями в ноябре 1943 года. При выполнении диверсионной операции (село Седлище, Волынская обл. Украины) Филоненко был тяжело ранен. Легендарному врачу Т. К. Гнедашу из партизанского соединения дважды Героя Советского Союза А. Ф. Фёдорова удалось спасти жизнь разведчика.
В октябре 1947 года Филоненко был зачислен в особый резерв и начал подготовку к работе в специальных условиях. Быстро изучил чешский язык, при этом уже владел английским и португальским языками.
В 1948—1954 годах выезжал в ЧССР и Маньчжурию (КНР). В служебной характеристике отмечено, что Михаил Иванович проявил находчивость, настойчивость при решении различных задач. В поездках вместе с ним была жена Анна Фёдоровна Филоненко—Камаева.
В начале 1954 года вместе с семьей Филоненко выехал для нелегальной работы в страны Латинской Америки. Совместно с женой вёл активную поисково-вербовочную работу, руководил деятельностью нелегальной агентурной сети, регулярно направлял в Центр информацию. Трудная работа и постоянно переживаемый стресс привели к развитию тяжелого сердечно-сосудистого заболевания. В начале 1960 года он перенёс обширный инфаркт, в связи с чем в июле 1960 года с семьей вернулся на Родину. М. И. Филоненко был назначен на должность заместителя начальника отдела в Управлении нелегальной разведки Первого главного управления КГБ СССР.
В 1963 году в звании полковника вышел в отставку.
Скончался в 1982 году.

### Семья
- 1 октября 1946 года женился на разведчице А. Ф. Филоненко-Камаевой (ум. в 1998 году).
- В семье было трое детей: Павел (родился в Москве), Мария (родилась в Китае) и Иван (родился в Бразилии).[3]

## Награды
- Награждён орденом Ленина, тремя орденами Боевого Красного Знамени, медалями «За Оборону Москвы», «Партизану Отечественной войны» I степени, «За победу над Германией в Великой Отечественной войне 1941—1945 гг.», «За боевые заслуги», «За безупречную службу» II степени, «40 лет Вооруженных сил СССР».